# Stade João-Machado
Le stade João-Machado (en portugais : Estádio João Machado), également connu sous son nom complet de stade João Cláudio de Vasconcelos Machado (en portugais : Estádio João Cláudio de Vasconcelos Machado) et surnommé le Machadão, est un ancien stade de football brésilien situé à Lagoa Azul, quartier de la ville de Natal, dans l'État du Rio Grande do Norte.
Le stade, doté de 42 000 places et inauguré en 1972 puis démoli en 2011, servait d'enceinte à domicile aux équipes de football de l'Alecrim Futebol Clube, de l'América de Natal et de l'ABC Futebol Clube.
Le stade porte le nom de João Cláudio Vasconcelos Machado, ancien président de la Fédération du Rio Grande do Norte de football de 1954 à 1976.

## Histoire
Le stade est inauguré le 4 juin 1972 (conçu par l'architecte Moacyr Gomes da Costa, un des plus célèbres du pays en son temps) sous le nom de Stade Castelo Branco (en hommage à l'ancien président du pays Humberto de Alencar Castelo Branco), lors d'une victoire 1-0 de l'ABC FC sur l'América de Natal (le premier but au stade étant inscrit par Willian, joueur de l'ABC).
Le record d'affluence au stade est de 53 320 spectateurs, lors d'une défaite 2-1 de l'ABC contre le Santos FC le 29 novembre 1972.
Le Castelão (surnom du stade jusqu'alors) change de nom en 1989 pour porter le nouveau de Stade João Machado.
Le stade avait une capacité initiale de 55 000 spectateurs, avant d'être réduit à 51 000 pour des raisons de sécurité, puis à nouveau à 42 000 après les rénovations de 2007. Le match d'inauguration post-rénovations a lieu le 13 mai 2007, lors d'une défaite 1-0 de l'América de Natal (alors devenus les seuls à utiliser le terrain après le départ de l'ABC pour le Stade Maria Lamas Farache) contre Vasco da Gama,.
Le stade, le principal de la ville, est détruit entre le 21 octobre et le 25 novembre 2011 pour laisser place à l'Arena das Dunas, construit spécialement pour la coupe du monde 2014.

## Galerie

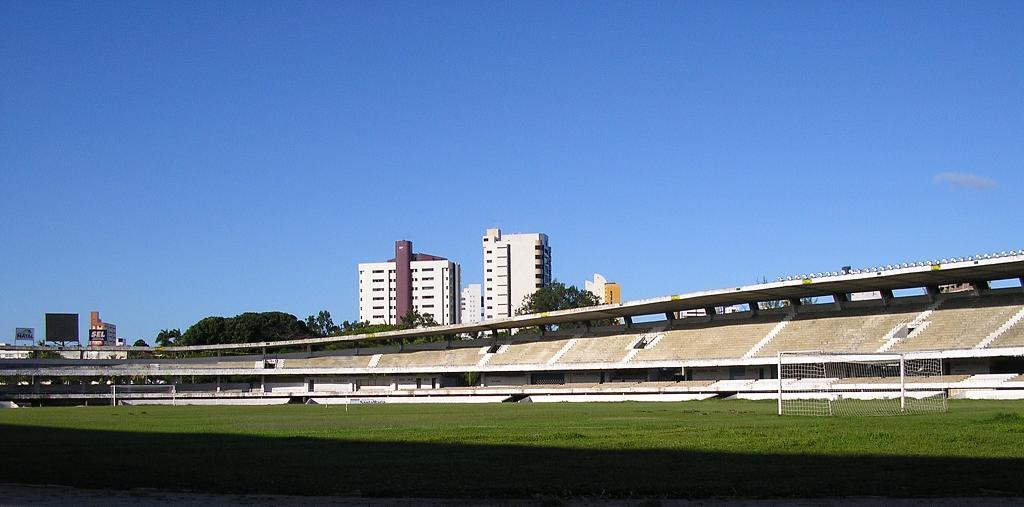
Vue de la tribune depuis le terrain